# Riccardo Caracciolo
Riccardo Caracciolo (mort el 18 de maig del 1395) fou un Mestre rival al mestre Juan Fernández de Heredia durant el Cisma d'Occident. Mentre Heredia era el mestre del papat d'Avinyó, concretament del papa Climent VII i elegit pels camins normals dintre de l'Orde, Caracciolo era el candidat i el mestre del papa de Roma Urbà VI. El seu mestratge va durar de 1383 fins a la data de la seva mort, el 1395, abans que la d'Heredia.